# Felix de Weldon
Felix George Weihs de Weldon (geboren als Felix Weihs 12. April 1907 in Wien, Österreich-Ungarn; gestorben 3. Juni 2003 in Washington, D.C.) war ein austroamerikanischer Bildhauer.

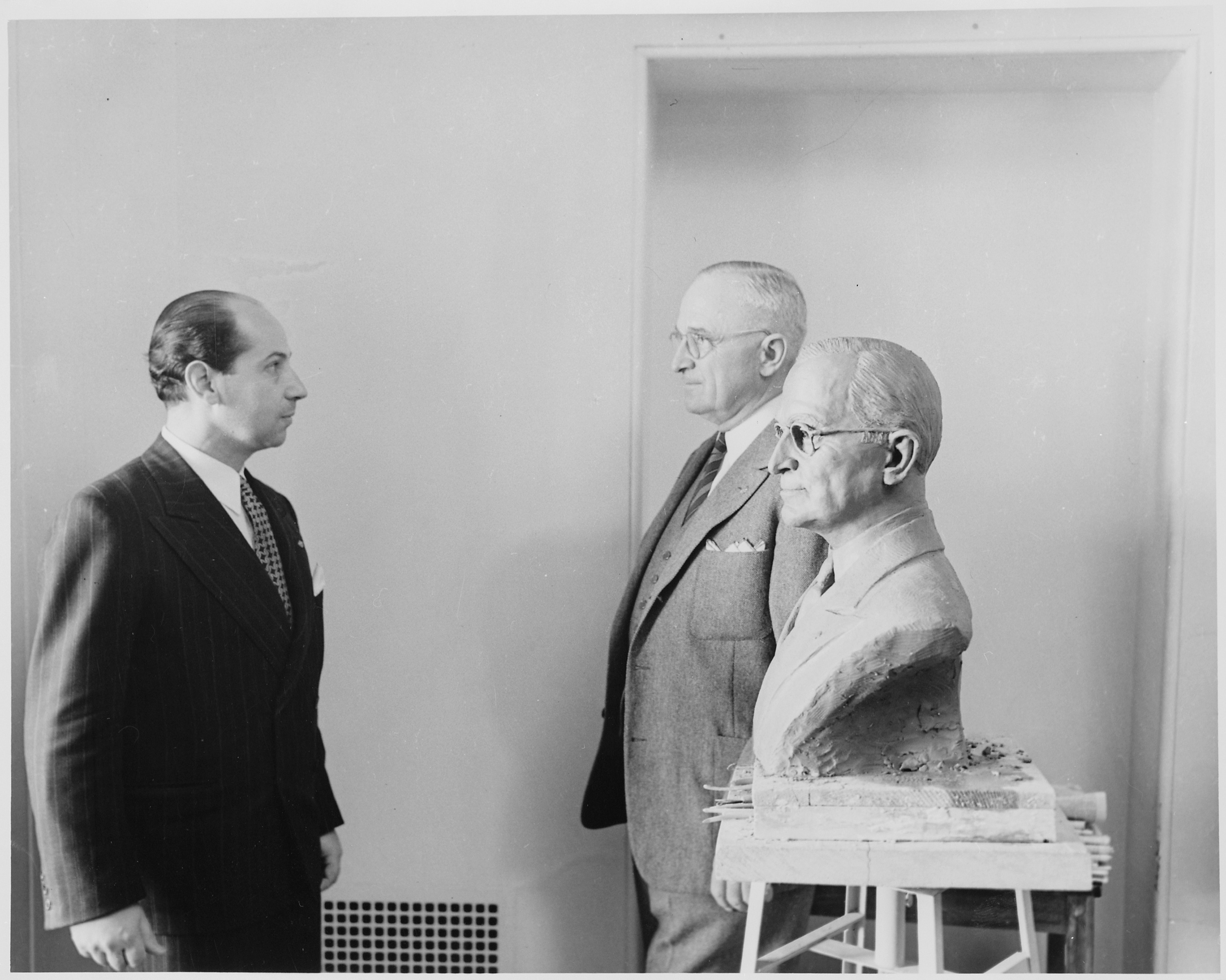
De Weldon und Präsident Truman (1949)

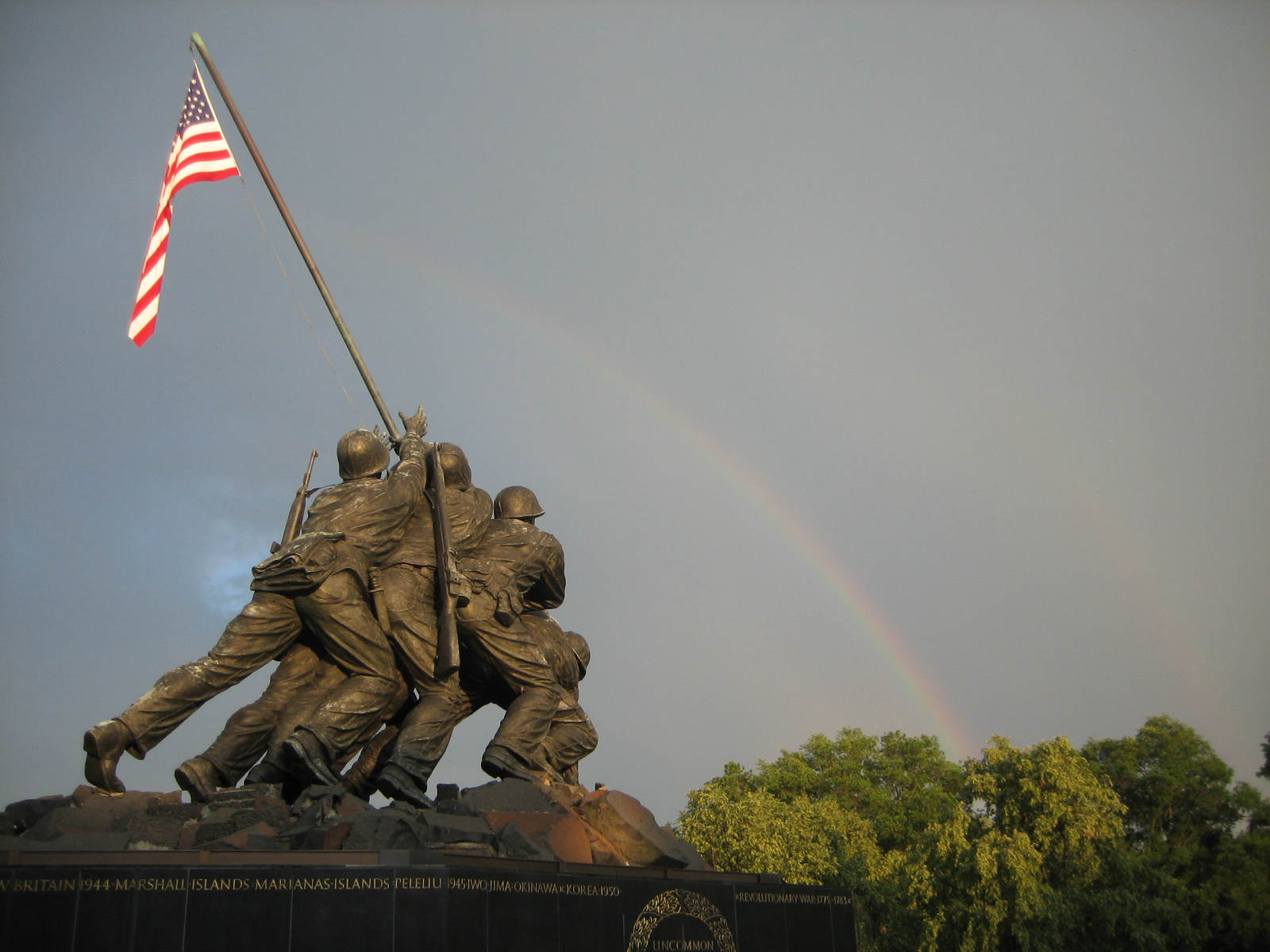
USMC War Memorial

## Leben
Felix Weihs war ein Sohn des Ignaz Weihs und der Fredericka Wenger. Er besuchte das Realgymnasium in der Marchettigasse und von 1925 bis 1929 die Akademie der bildenden Künste Wien und das Architekturinstitut der Kunstgewerbeschule des Österreichischen Museums für Kunst und Industrie. Er wurde 1929 promoviert. Danach hielt er sich in Florenz, Rom, Paris und Oxford auf. Er richtete sich in London ein Atelier ein und schuf im Auftrag Büsten von führenden Persönlichkeiten der britischen Gesellschaft. Seine Büste von Georg V. wurde für die National Portrait Gallery ausgewählt. Er ging dann nach Kanada, wo er den Premier Mackenzie King porträtierte. Ab 1937 lebte er in den USA, er heiratete 1944 die US-Amerikanerin Margot Kraemer, sie hatten die Söhne Byron de Weldon und Daniel de Weldon. 1945 erhielt er US-amerikanische Staatsbürgerschaft.
De Weldon war Soldat und Kriegsmaler der US-Navy im Zweiten Weltkrieg und stand am Ende seines Einsatzes vor der Beförderung zum Lieutenant Commander. Nach Kriegsende erhielt er vom Congress den Auftrag für ein Kriegerehrenmal in Anlehnung an die Fotografie Raising the Flag on Iwo Jima auf dem Gelände des United States Marine Corps War Memorial im US-Bundesstaat Virginia, das 1954 eingeweiht wurde. 1952 produzierte er für die Navy den Film Uncommon Valour. Von 1952 bis 1960 war er Direktor der Newport AFA. De Weldon führte über eintausend bildhauerische Aufträge aus, darunter das Reiterstandbild Simon Bolivar 1958, das Red Cross Monument 1959, das Standbild von Speaker Sam Rayburn 1959.
Er erhielt 1961 das Österreichische Ehrenzeichen für Wissenschaft und Kunst und wurde 1972 mit der Medal for Outstanding Public Service der Daughters of the American Revolution ausgezeichnet.

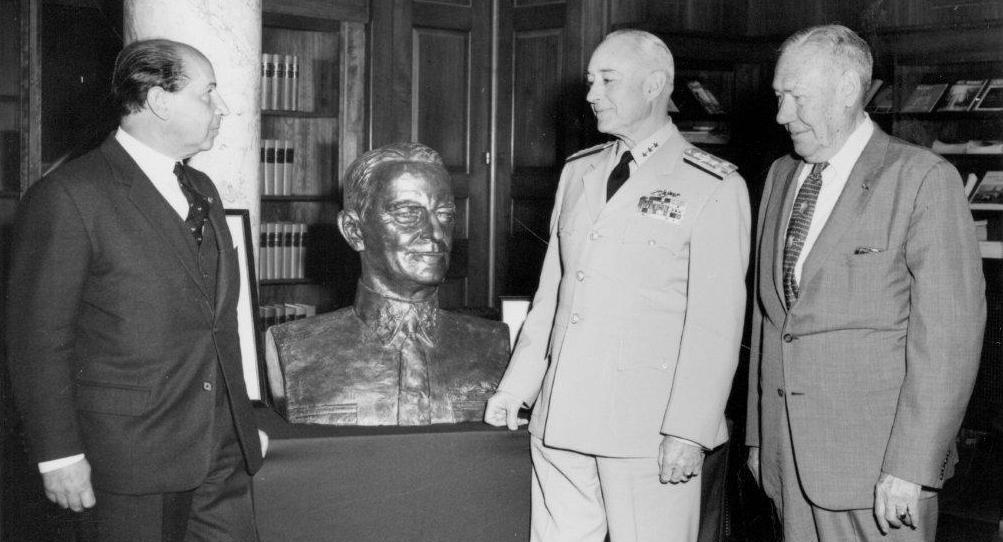
De Weldon präsentiert die Büste von Chester W. Nimitz (1964)
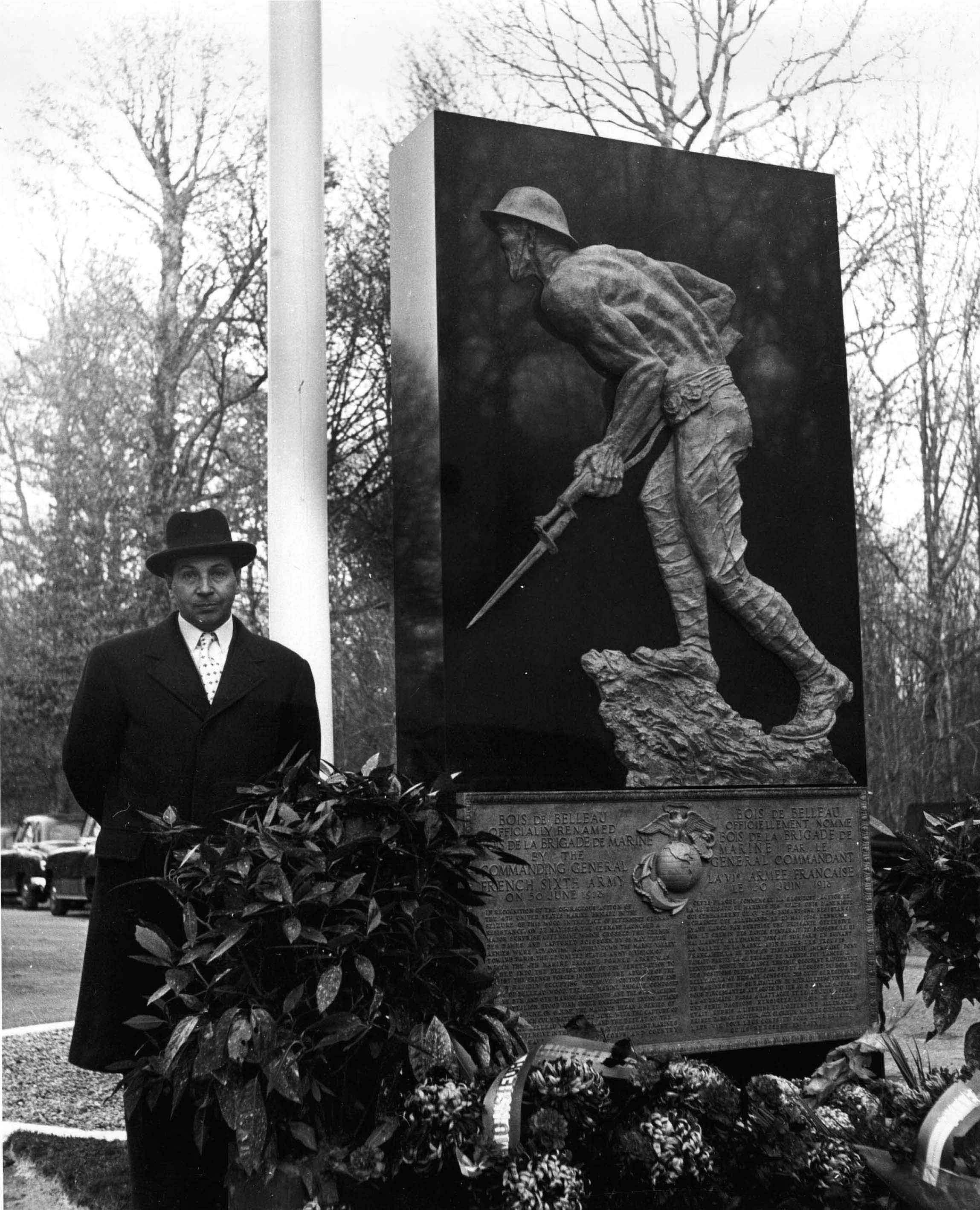
De Weldon in Bois de la Brigade de Marine, Frankreich (1955)
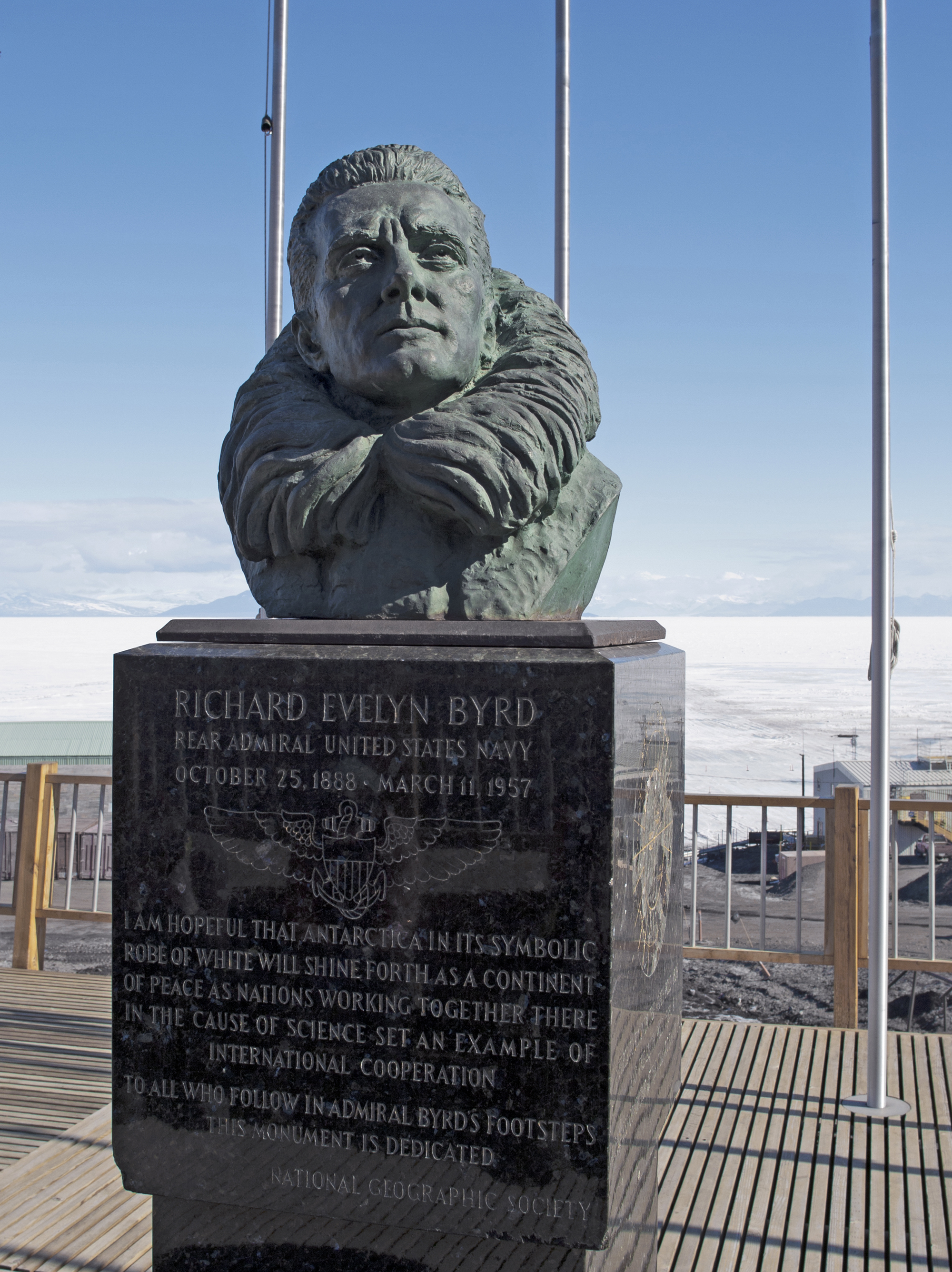
Richard Evelyn Byrd, McMurdo-Station
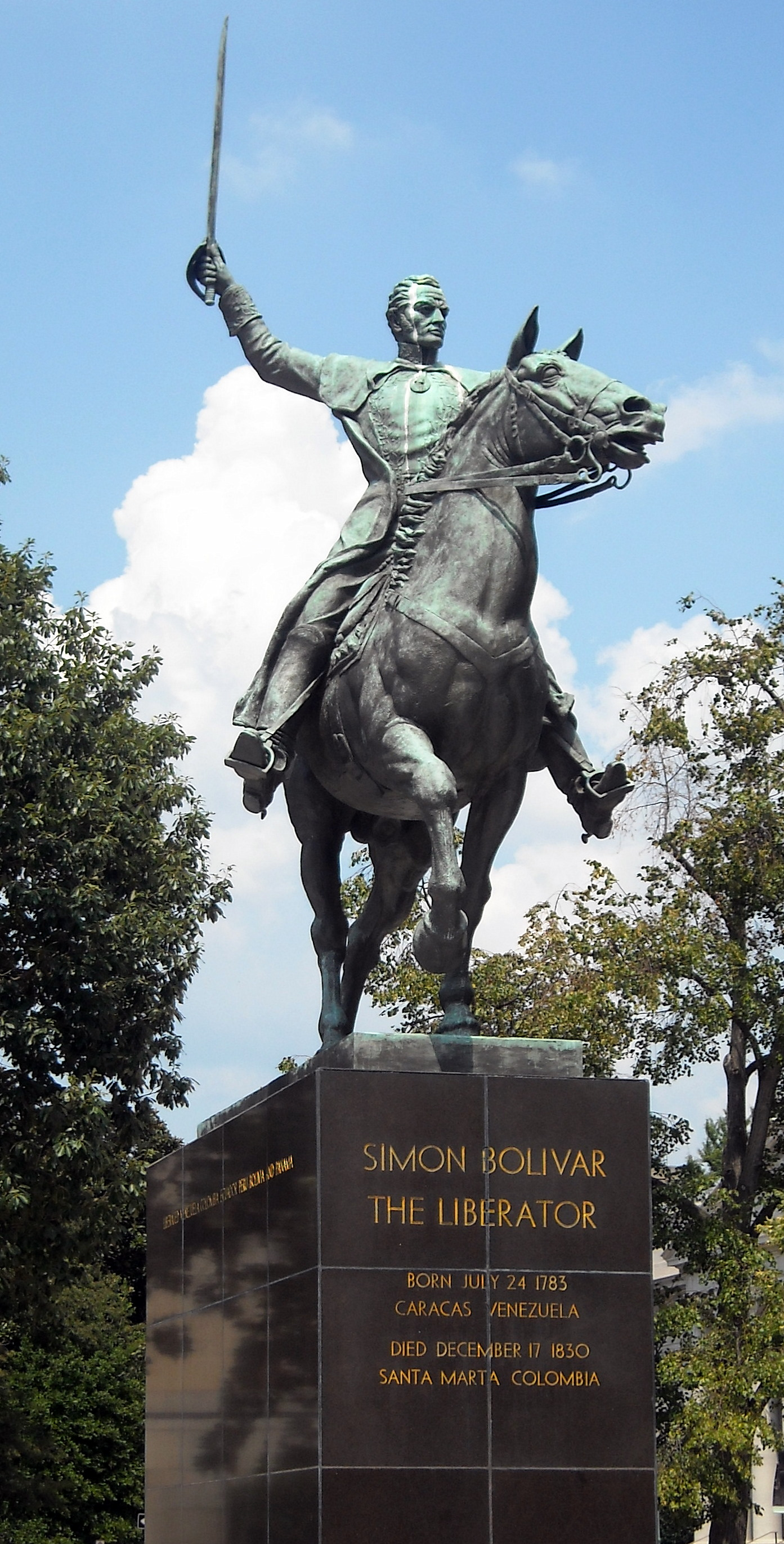
Simon Bolivar, Washington, DC
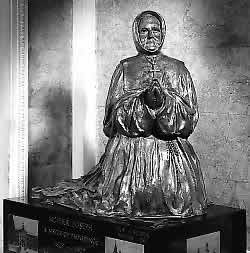
Joseph du Sacré-Cœur, National Statuary Hall
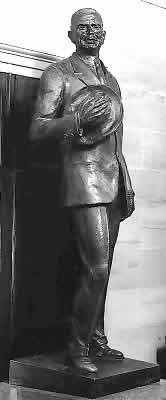
Dennis Chavez, National Statuary Hall
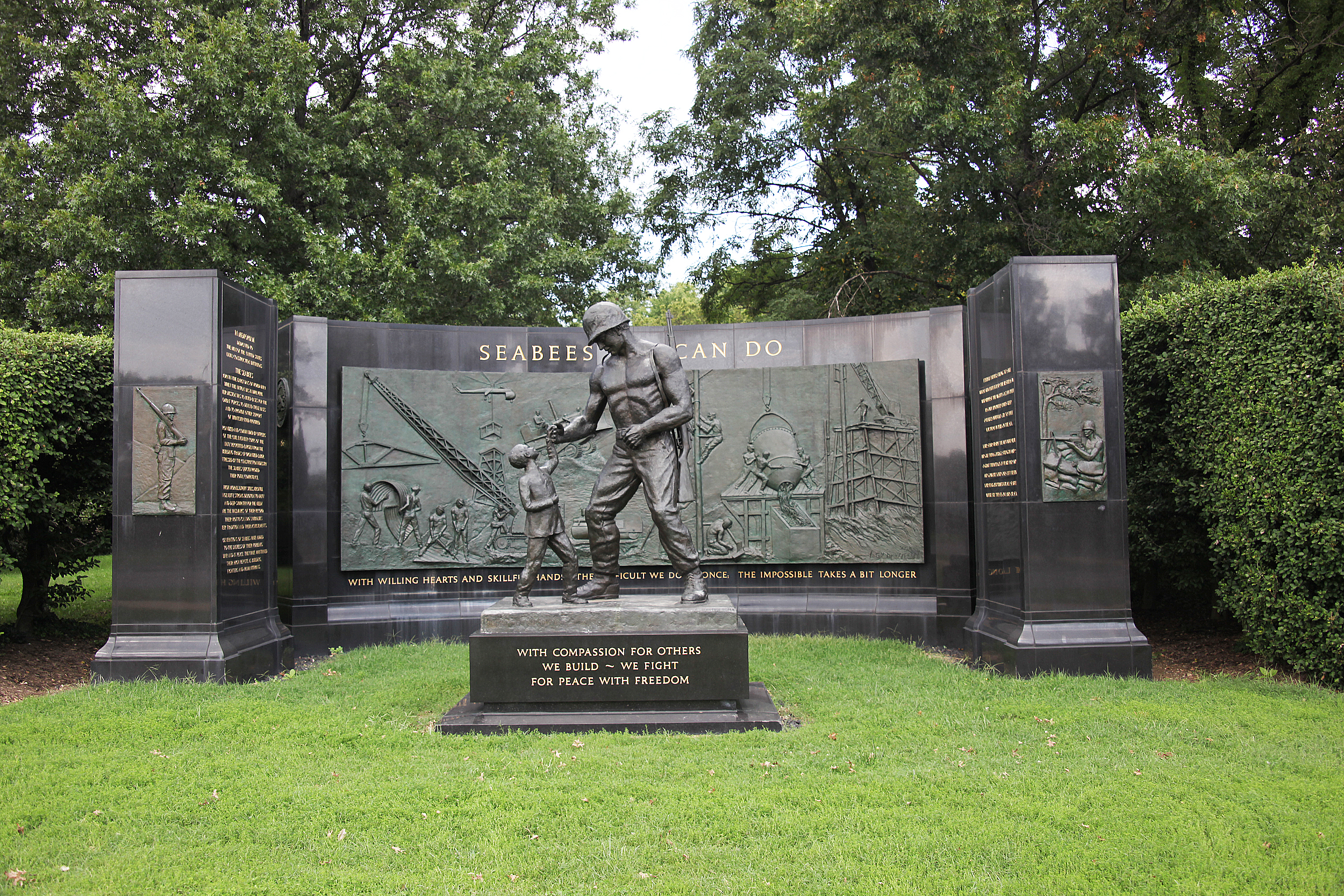
Seabee Memorial, Arlington National Cemetery
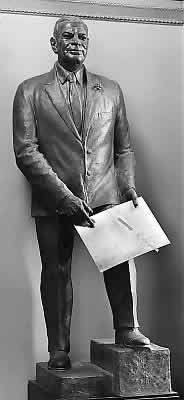
Bob Bartlett, National Statuary Hall
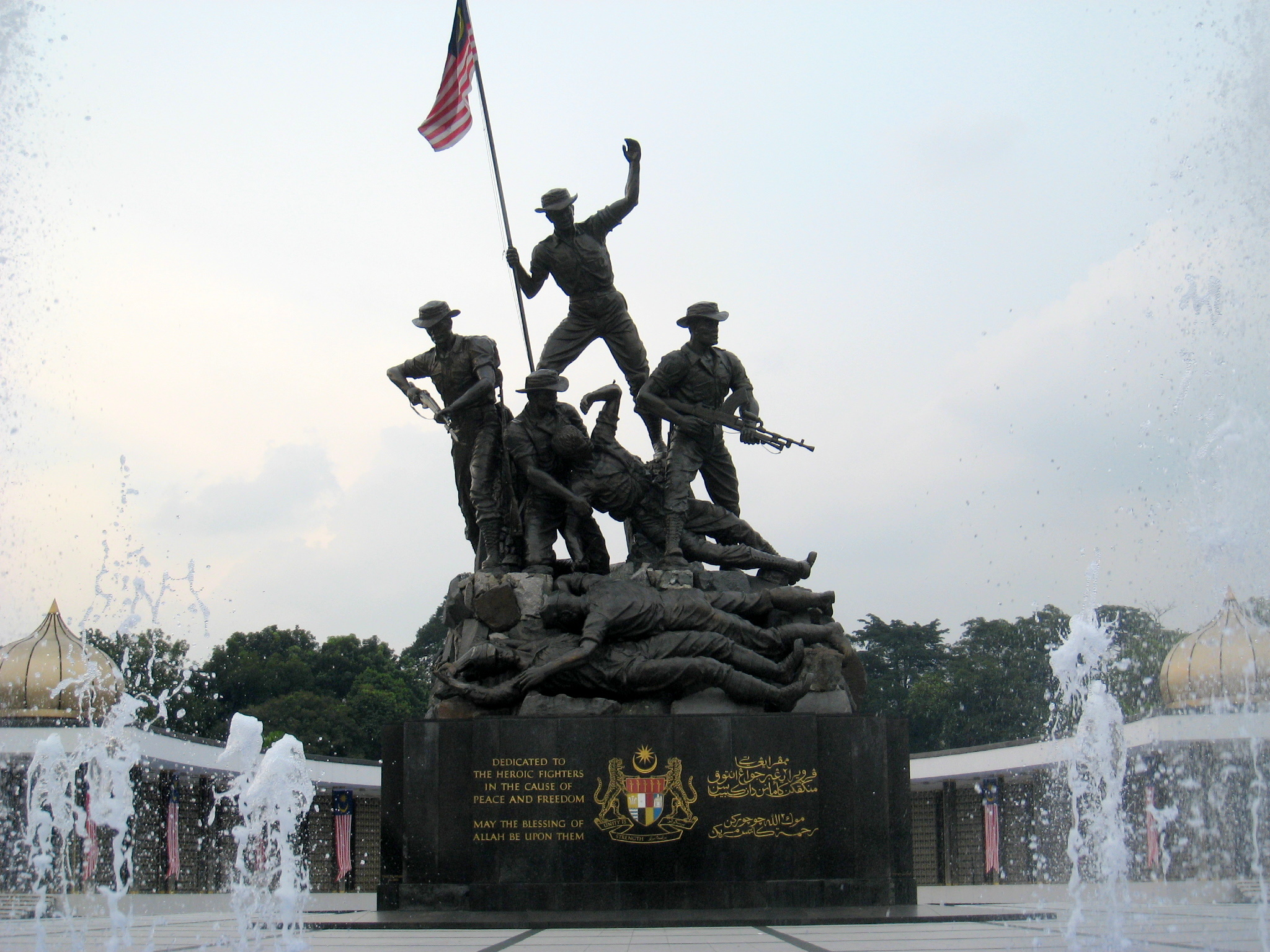
Tugu Negara, Kuala Lumpur, Malaysia
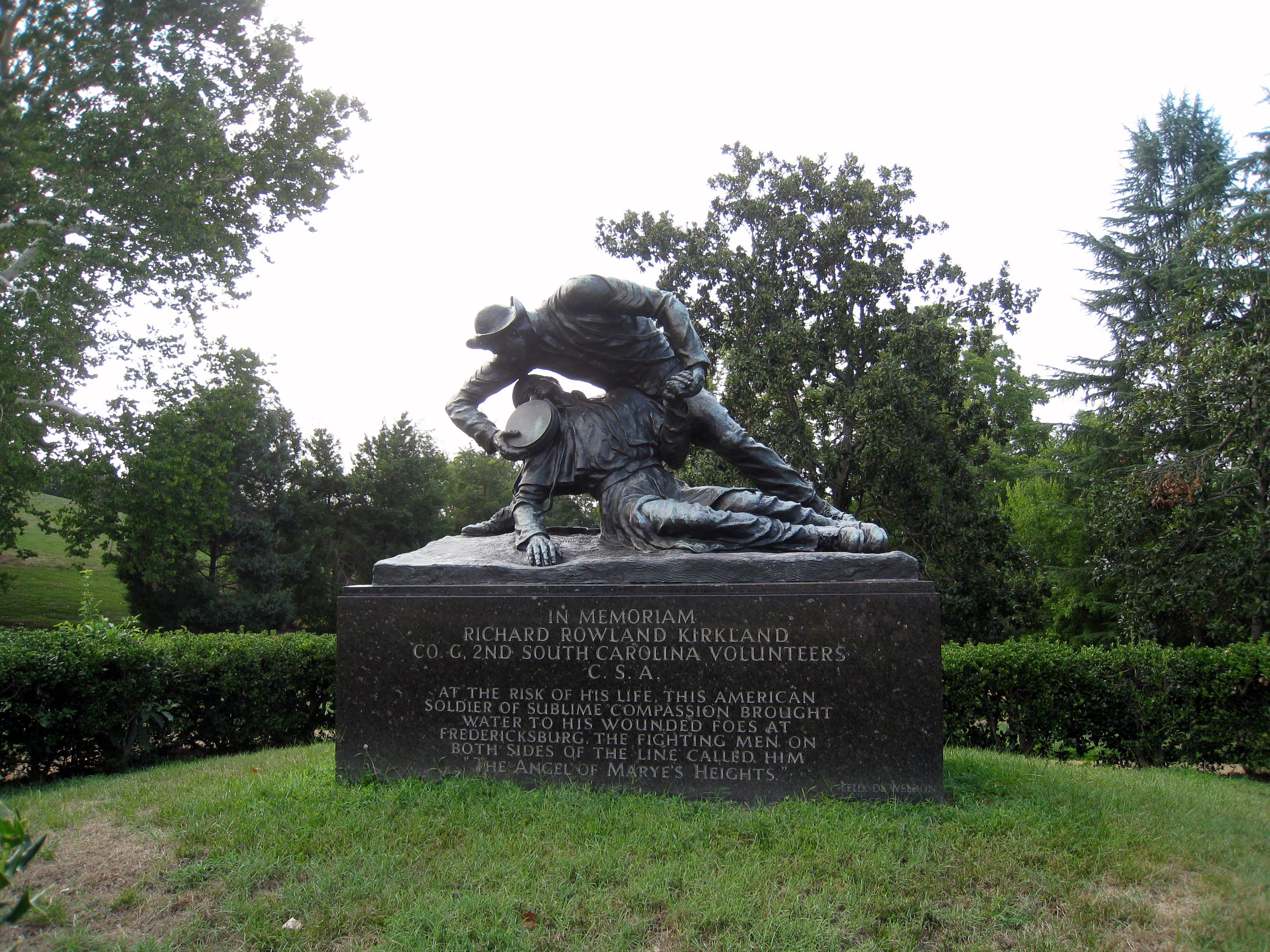
Richard Rowland Kirkland, Fredericksburg, VA